# Eleição para o Senado federal por Arkansas em 2008
A eleição para o senado do estado do Arkansas em 2008 foi realizada em 4 de novembro de 2008. O senador democrata Mark Pryor foi reeleito para um segundo mandato. Seu único adversário era foi Rebeca Kennedy do Partido Verde. Pryor foi reeleito com quase 80% dos votos.

## Candidatos

### Democrata
- Mark Pryor atual senador

### Verde
- Rebeca Kennedy advogada, e candidata em 2006 a procuradora geral

## Campanha
Em 10 de março, o Partido Republicano anunciou que não tem planos de lançar um candidato contra Pryor. O único republicano a manifestar interesse na corrida, foi o executivo Tom Formicola, que decidiu não concorrer no fim de semana antes do término da data de inscrições de candidaturas. Formicola perdeu a primária do Partido Republicano para o Senado em 2004 e a câmara dos representantes em 2006. Como resultado, Pryor foi um dos poucos senadores calouros a enfrentar nenhuma oposição dos principais partidos, numa tentativa de reeleição.
Houve especulações de que o ex-governador Mike Huckabee iria concorrer contra Pryor, se sua candidatura presidencial não tiveram sucesso, mas em 8 de março, Huckabee disse que não iria concorrer ao senado.

## Pesquisas
Uma das únicas pesquisas apontaram em março Pryor com 90% dos votos.